# Albert Spear Hitchcock

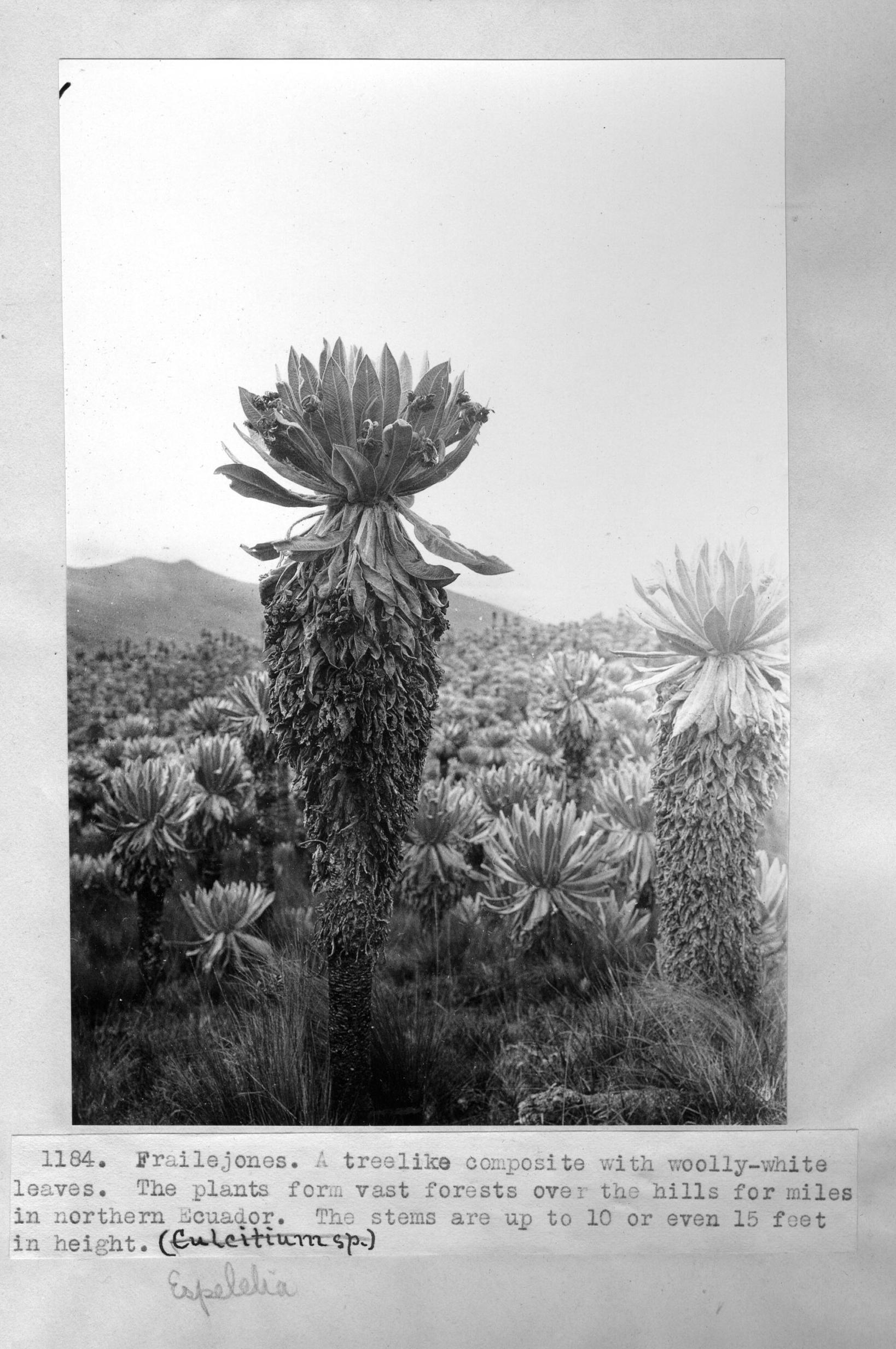
Ein Frailejones in Ecuador, fotografiert von Hitchcock, ca. 1923/1924

Albert Spear Hitchcock, geb. Albert Jennings Jr. (* 4. September 1865 in Owosso, Michigan; † 16. Dezember 1935 auf dem Atlantischen Ozean) war ein US-amerikanischer Botaniker. Sein offizielles botanisches Autorenkürzel lautet „Hitchc.“

## Leben
Albert Spear Hitchcock studierte am Iowa State College, wo er drei Abschlüsse ablegte. Anschließend war er zehn Jahre lang als Professor für Botanik am Kansas State Agricultural College tätig. Von 1901 bis 1935 war er Agrostologe (Gräserkundler) des United States National Herbarium. 1925 wurde er in die American Academy of Arts and Sciences gewählt. Auf dem Rückweg von einer Forschungsreise zu verschiedenen Europäischen Herbarien verstarb er 1935 auf dem Atlantischen Ozean an Bord der City of Norfolk.

## Ehrungen
Nach ihm wurde die Pflanzengattung Hitchcockella A.Camus aus der Familie der Süßgräser (Poaceae) benannt.

## Werke (Auswahl)
- "A text-book of grasses". 1914
- "Manual of the grasses of the United States". 1935, 2. Aufl. 1951 (von Mary Agnes Chase).
- Zusammen mit Paul C. Standley: "Flora of the District of Columbia and vicinity". 1919.[3]